# Primer vicepresidente de la Asamblea Nacional de Venezuela
El primer vicepresidente de la Asamblea Nacional de Venezuela es el epónimo del cargo legislativo que recibe el diputado quien en determinadas ocasiones preside la Asamblea Nacional en ausencia del Presidente de dicho órgano del Estado venezolano. El cargo es designado mediante acuerdo de la mayoría de los Diputados que conforman el organismo y se mantendrá en dicho cargo por un año con posibilidad de reelección. Desde el 5 de enero del 2020 se encuentra en disputa el cargo de la vicepresidencia entre Juan Pablo Guanipa e Iris Varela debido a una elección conflictiva el 6 de diciembre de 2020, misma que ha sido rechazada por parte de la comunidad internacional, pero apoyada por el poder ejecutivo y judicial venozolanos.
El cargo fue creado mediante la promulgación de la constitución venezolana de 1999 a través de lo enunciado en el artículo 194. Además de las funciones específicas que se encuentran en el Reglamento Interno de la Asamblea.

## Lista
| N.º | N.º | Titular | Titular                                      | Término                | Término                | Partido (Alianza) | Período                    | Presidente | Presidente                                                |
| --- | --- | ------- | -------------------------------------------- | ---------------------- | ---------------------- | ----------------- | -------------------------- | ---------- | --------------------------------------------------------- |
|     | 1   |         | Leopoldo Puchi                               | 14 de agosto de 2000   | 5 de enero de 2004     | MAS               | 2000-2006 Elección de 2000 | MVR        | Willian Lara (2000-2003) Francisco Ameliach (2003-2005)   |
|     | 2   |         | Ricardo Gutiérrez                            | 5 de enero de 2004     | 5 de enero de 2006     | PODEMOS           | 2000-2006 Elección de 2000 | MVR        | Francisco Ameliach (2003-2005) Nicolás Maduro (2005-2006) |
|     | 3   |         | Desirée Santos Amaral                        | 5 de enero de 2006     | 5 de enero de 2008     | MVR               | 2006-2011 Elección de 2006 | MVR        | Cilia Flores (2006-2011)                                  |
|     | 4   |         | Roberto Hernández Montoya                    | 5 de enero de 2008     | 5 de enero de 2009     | PSUV (GPPSB)      | 2006-2011 Elección de 2006 | PSUV       | Cilia Flores (2006-2011)                                  |
|     | 5   |         | Saúl Ortega                                  | 5 de enero de 2009     | 5 de enero de 2010     | PSUV (GPPSB)      | 2006-2011 Elección de 2006 | PSUV       | Cilia Flores (2006-2011)                                  |
|     | 6   |         | Darío Vivas                                  | 5 de enero de 2010     | 5 de enero de 2011     | PSUV (GPPSB)      | 2006-2011 Elección de 2006 | PSUV       | Cilia Flores (2006-2011)                                  |
|     | 7   |         | Aristóbulo Istúriz                           | 5 de enero de 2011     | 5 de diciembre de 2012 | PSUV (GPPSB)      | 2011-2016 Elección de 2010 | PSUV       | Fernando Soto Rojas (2011-2012)                           |
|     | 8   |         | Darío Vivas                                  | 5 de diciembre de 2012 | 5 de enero de 2015     | PSUV (GPPSB)      | 2011-2016 Elección de 2010 | PSUV       | Diosdado Cabello (2012-2016)                              |
|     | 9   |         | Elvis Amoroso                                | 5 de enero de 2015     | 5 de enero de 2016     | PSUV (GPPSB)      | 2011-2016 Elección de 2010 | PSUV       | Diosdado Cabello (2012-2016)                              |
|     | 10  |         | Enrique Márquez                              | 5 de enero de 2016     | 5 de enero de 2017     | UNT (MUD)         | 2016-2021 Elección de 2015 | AD         | Henry Ramos Allup (2016-2017)                             |
|     | 11  |         | Freddy Guevara                               | 5 de enero de 2017     | 5 de enero de 2018     | VP (MUD)          | 2016-2021 Elección de 2015 | PJ         | Julio Borges (2017-2018)                                  |
|     | 12  |         | Julio César Reyes                            | 5 de enero de 2018     | 5 de enero de 2019     | AP (CPC)          | 2016-2021 Elección de 2015 | UNT        | Omar Barboza (2018-2019)                                  |
|     | 13  |         | Edgar Zambrano                               | 5 de enero de 2019     | 5 de enero de 2020     | AD (MUD)          | 2016-2021 Elección de 2015 | VP         | Juan Guaidó (2019-2023)                                   |
|     | 14  |         | Juan Pablo Guanipa (parcialmente reconocido) | 5 de enero de 2020     | 5 de enero de 2021     | PJ (MUD)          | 2016-2021 Elección de 2015 | Ind.       | Juan Guaidó (2019-2023)                                   |
|     | 15  |         | Iris Varela (parcialmente reconocida)        | 5 de enero de 2021     | 5 de enero de 2025     | PSUV (GPPSB)      | 2021-2026 Elección de 2020 | PSUV       | Jorge Rodríguez Gómez (2021-)                             |